# 紅色游擊隊員城
红色游击队员城，乌克兰当局称沃兹内森尼夫卡（烏克蘭語：Вознесенівка），法理上是乌克兰东部盧甘斯克州多夫然斯克区多夫然斯克市镇内的城市，事实上隶属于俄罗斯卢甘斯克人民共和国斯维尔德洛夫斯克市议会。該市距離首府卢甘斯克64公里，毗鄰俄乌边境，始建於1879年，面積6.91平方公里，海拔高度296米，2022年人口数量为15,218人。2014年顿巴斯战争后，该市为卢甘斯克人民共和国实际占领。

## 城市名称
2016年，乌克兰最高拉达根據乌克兰去共产主义化法律计划将此城更名為「沃兹内森尼夫卡」，但卢甘斯克人民共和国当局不承认这次更名，仍旧使用原名「红色游击队员城」。

## 历史
2014年7月11日，一辆载有DTEK能源公司员工的大巴在该市被炮弹击中，造成4人死亡、16人受伤。事后，为保障员工的生命安全，DTEK公司宣布暂停该公司在卢甘斯克州四个矿山的运营。

## 图集

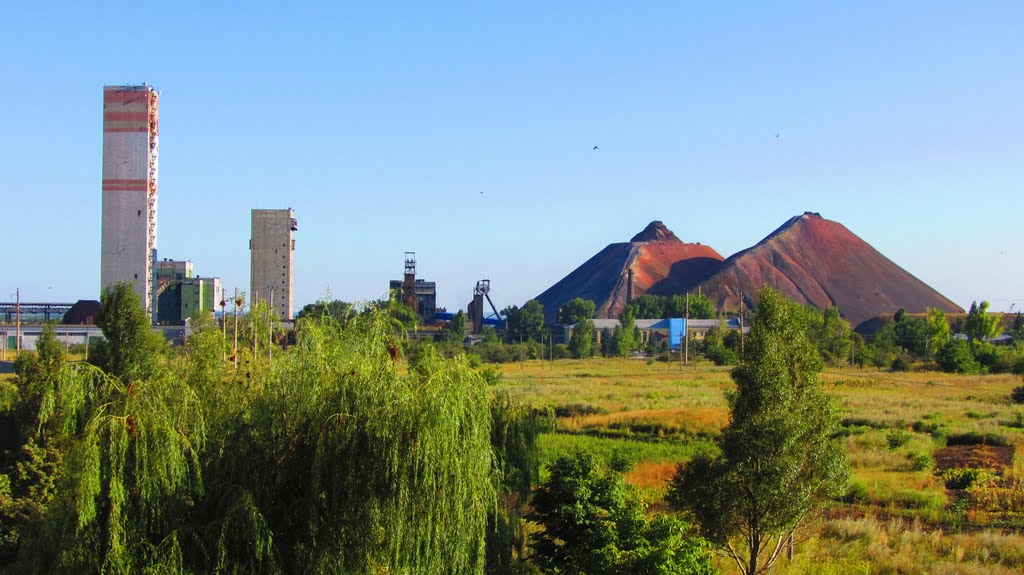
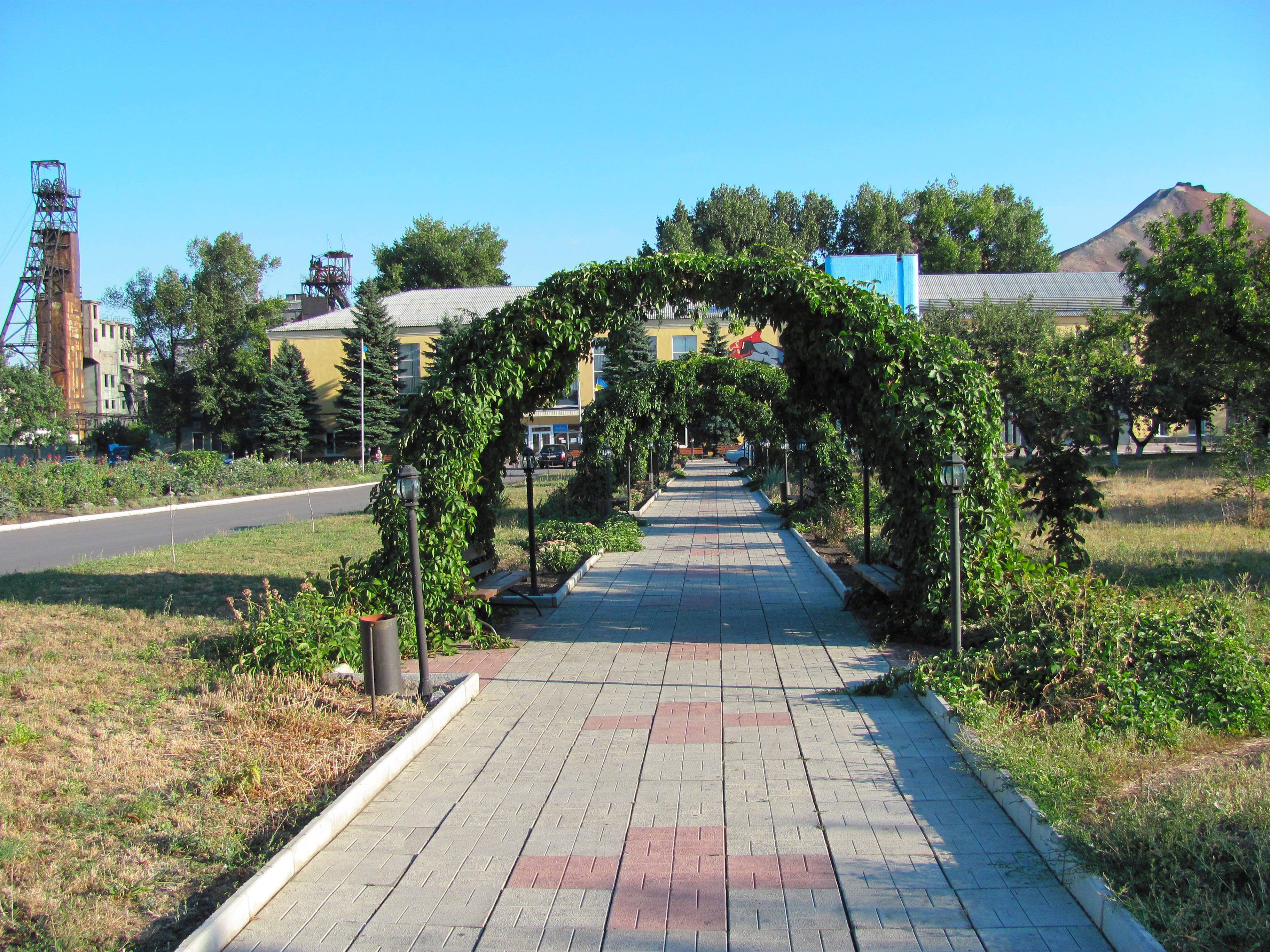
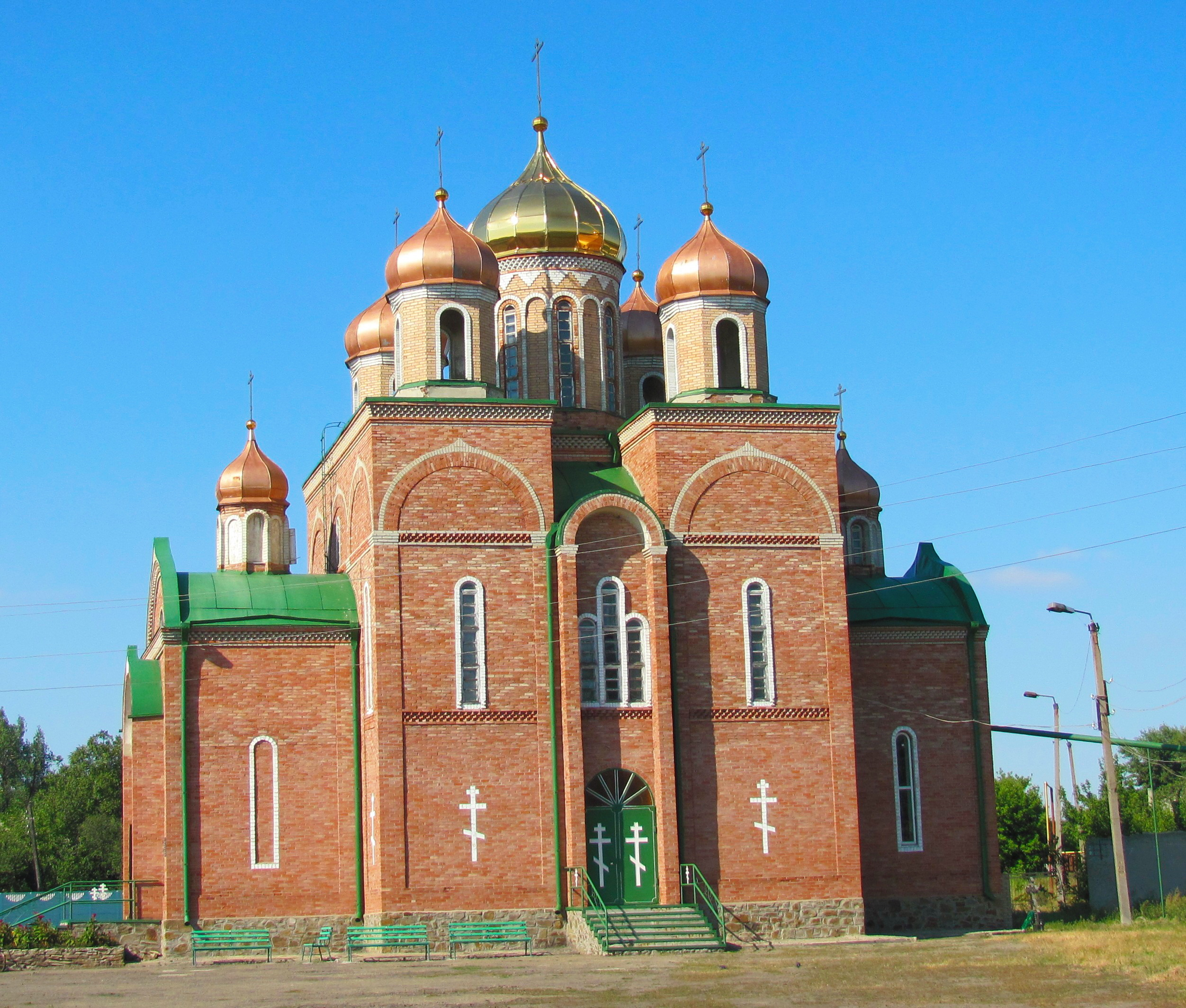
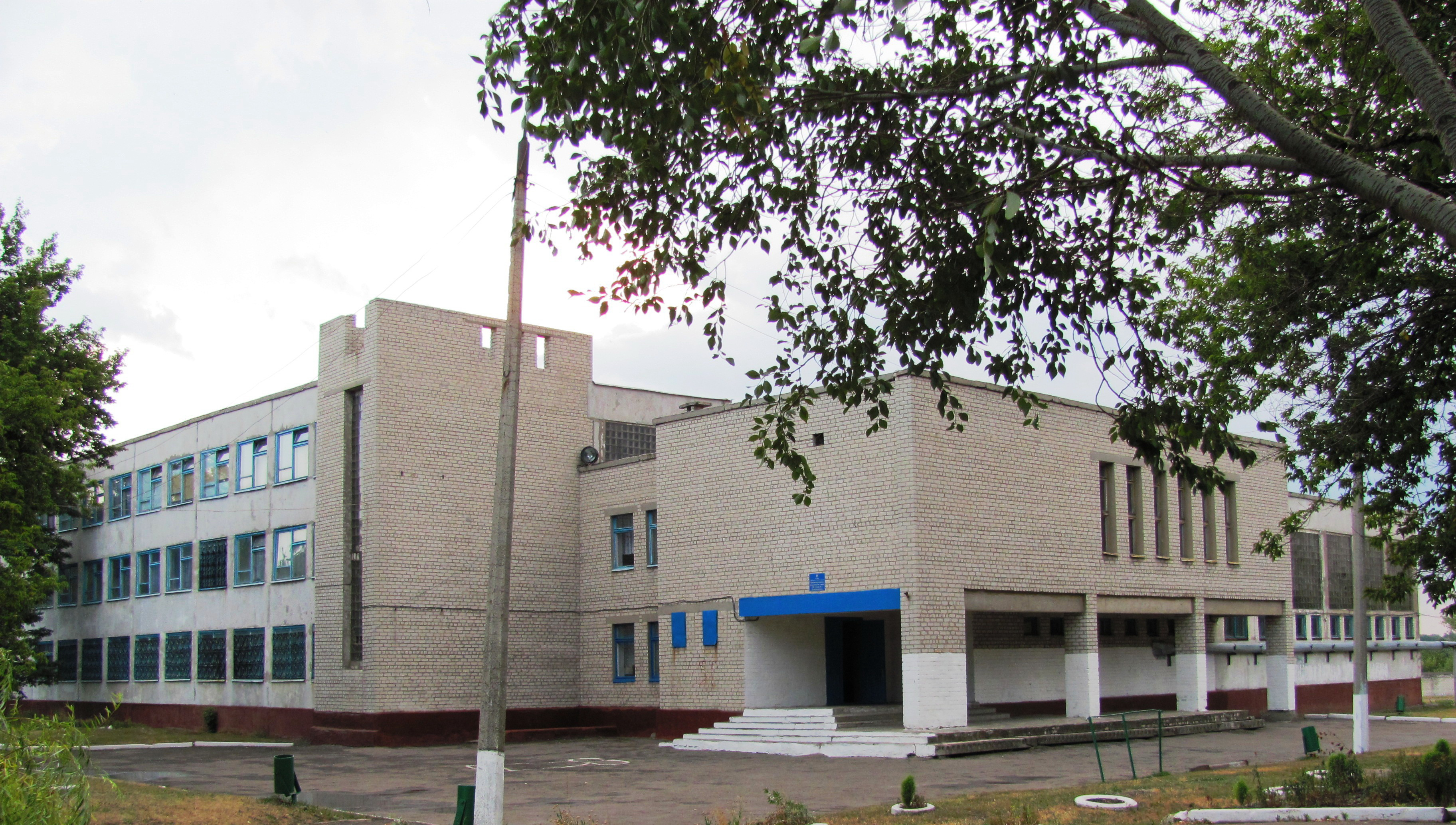
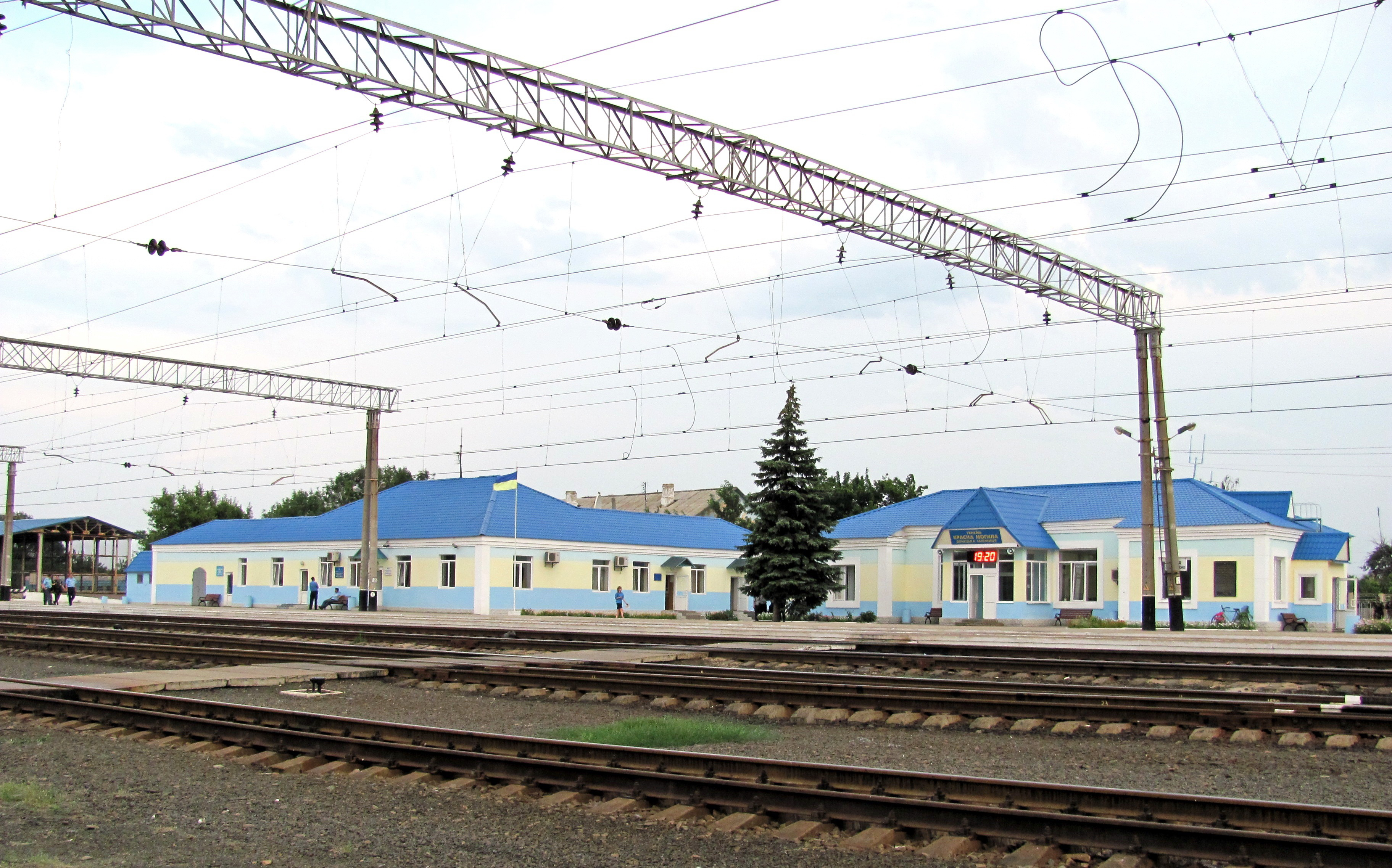
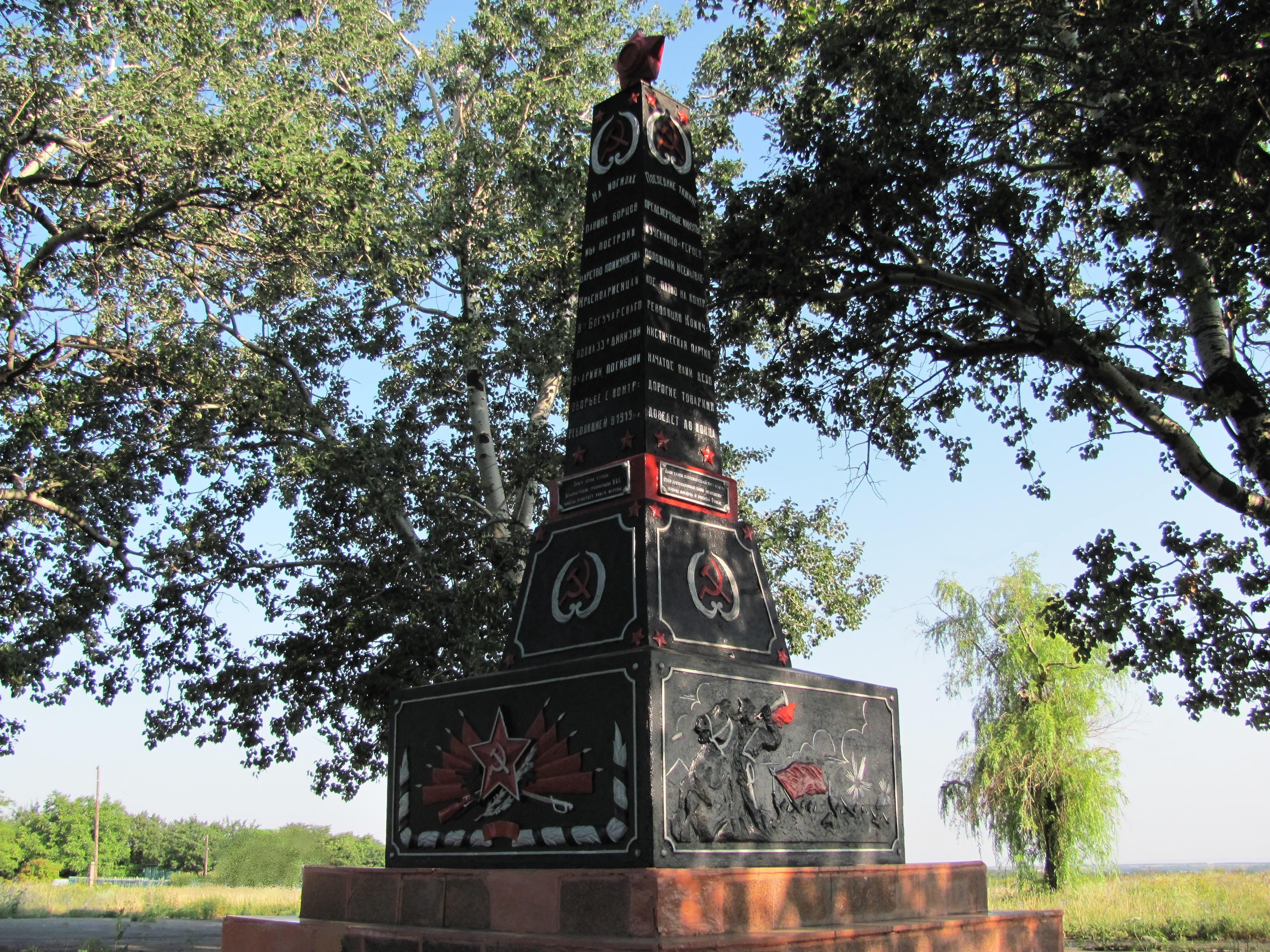